# Slash (boekenserie)
Slash is een Nederlandstalige boekenreeks voor jongeren en jongvolwassenen, opgezet door kinderboekenschrijver Edward van de Vendel. De boeken in deze serie zijn gebaseerd op waargebeurde verhalen van jongeren.

## Geschiedenis
Slash is ontstaan in 2007, nadat Van de Vendel tijdens door hem uitgesproken Annie M.G. Schmidtlezing 2007, zijn zorg had geuit dat literaire jeugdboeken zich te ver van de maatschappelijke werkelijkheid bevonden. Vanuit deze zorg startte hij, in samenwerking met uitgeverij Querido, de Slash boekenserie.
De boeken in deze reeks zijn gebaseerd op de levensverhalen van bijzondere jongeren. Schrijvers interviewen deze jongeren en verwerken hun ervaringen tot fictieve verhalen met een realistische kern. Elk boek vermeldt zowel de naam van de auteur als die van de geïnterviewde jongere op de omslag, waarmee de samenwerking expliciet wordt gemaakt.
De reeks ging in 2008 van start met De gelukvinder, geschreven door Edward van de Vendel in samenwerking met Anoush Elman. Tussen 2008 en 2017 verschenen veertien delen. Na een onderbreking van enkele jaren werd de serie in 2025 voortgezet, voorzien van een aangepaste vormgeving.

## Delen
1. De gelukvinder – Edward van de Vendel & Anoush Elman (2008)
2. Voor jou tien anderen – Mirjam Oldenhave & Cynthia van Eck (2008)
3. Alles is weg – Anke Kranendonk & Lieke Kranendonk (2008)
4. Hou van mij – Corien Botman & Yasmine van Leur (2009)
5. Als niemand kijkt – Marjolijn Hof & Iris Kuijpers (2009)
6. Latino King – Bibi Dumon Tak & Castel (2010)
7. Miss Dakloos – Lydia Rood & Jojo Matthews (2010)
8. Ik ben Alice – Jan Simoen & Alice Dupont (2010)
9. Meisje van Mars – Anna Woltz & Vicky Janssen (2011)
10. Showbizzkiss – Do Van Ranst & Maarten van Hove (2011)
11. Korte lontjes – Chris Bos & Nicole Jongman (2011)
12. Overspoeld – Gideon Samson & Julius ’t Hart (2014)
13. Getekend – Evelien De Vlieger & Katja Holvoet (2015)
14. Lichaam van licht – Jelmer Soes & Sanoj (2017)[3]
15. Zusje – Janneke Schotveld & Rifka Mels (2025)
16. Het ziekste spelletje ooit – Edward van de Vendel & Roy Looman (2025)

## Herdrukken
Enkele titels, waaronder Meisje van Mars en Overspoeld, zijn heruitgeven in een Lijsters-serie van Noordhoff. 
Deel 16, Het ziekste spelletje ooit, geschreven door Van de Vendel in samenwerking met Roy Looman, kwam oorspronkelijk uit bij Querido als Het kankerkampioenschap voor junioren. Het boek werd onder die titel herdrukt in de Jonge Lijsters-serie en kwam in 2025 onder een nieuwe titel uit als Slash-boek.